# Caprichosa y millonaria
 Caprichosa y millonaria es una película de Argentina en blanco y negro dirigida por Enrique Santos Discépolo según su propio guion que se estrenó el 1° de mayo de 1940 y que tuvo como protagonistas a Paulina Singerman, Fernando Borel, Tania y Augusto Codecá. El filme contó con la colaboración de Daniel Spósito en el encuadre.

## Sinopsis
Un millonario designa a un administrador para controlar los despilfarros de su hija.

## Reparto
- Paulina Singerman.....Coca
- Fernando Borel.....Tomás Alvera
- Tania.....Tía de Coca
- Augusto Codecá.....Tichoco
- Adolfo Meyer.....Chichilo, mayordomo
- Inés Edmonson.....Mirta Miralles
- Eduardo Sandrini.....Ferrini
- Antonio Ber Ciani
- Raúl Valdez
- Nacho Rosseti
- Alberto Terrones
- Aurelia Musto
- Salvador Arcella
- Isabel Luciano
- Lola Henderson
- Teresita Padrón
- Tota Martínez
- Emilia González
- Elvira Soubrevie
- Arnoldo Chamot
- María Arrieta
- José Vitori
- Fernando Caprio
- Barry Moral
- Carlos Moral
- Betty Blain
- Víctor Debari
- Salvador Sinaí

## Comentarios
La crónica de La Nación indicaba: "Puntazos de sátira, rasgos caricaturescos pronunciados, algunos detalles graciosos y de cierta originalidad" en tanto Manrupe y Portela opinan:

"Anárquica y rara, uno de los mejores ejemplos de un cine excéntrico afín al director. Interesante en su desequilibrio. Lejos de Capra, pero con algunas sonrisas"